# Pascal Smet
Pascal Smet (Haasdonk, 30 juli 1967) is een Belgisch politicus voor Vooruit.

## Levensloop

### Studies
Pascal Smet volgde lager onderwijs in De Zeppelin in Haasdonk, middelbaar onderwijs bij de broeders in Sint-Niklaas en daarna studeerde hij rechten aan de Universiteit Antwerpen, waar hij in 1990 zijn licentie behaalde.

### Beginjaren
Smet was van 1989 tot 1997 gemeenteraadslid van Beveren en van 1991 tot 1994 provincieraadslid van Oost-Vlaanderen. Ook was hij van 1990 tot 1992 voorzitter van de JongSocialisten. In 1997 verliet hij Oost-Vlaanderen en verhuisde hij naar Brussel.
Begin jaren '90 werkte Smet afwisselend bij het Commissariaat-generaal voor de Vluchtelingen en de Staatlozen (CGVS), waar hij vanaf 1991 een baan had, en het kabinet van minister van Binnenlandse Zaken Louis Tobback (SP). Vanaf 1991 had hij een job bij het CGVS. In 1997 werkte hij op het kabinet van minister van Binnenlandse Zaken Johan Vande Lanotte (SP) en in 1998 werd hij adjunct-commissaris van het CGVS. In 1999 werd hij als adjunct-kabinetschef en voorzitter van de taskforce Asiel en Migratie gedetacheerd naar het kabinet van minister van Binnenlandse Zaken Antoine Duquesne (PRL). Van 2001 tot 2003 was hij de commissaris-generaal voor de vluchtelingen en de staatlozen.

### Brusselse politiek
In september 2003 duidde partijvoorzitter Steve Stevaert Smet aan als de nieuwe Brusselse staatssecretaris voor sp.a in de regering-Ducarme, met de bevoegdheden Mobiliteit, Ambtenarenzaken, Brandbestrijding en Noodhulp. Hij werd ook voorzitter van het College van de Vlaamse Gemeenschapscommissie en werd daar bevoegd voor Cultuur, Sport, Mediabeleid en Ambtenarenzaken. Na de verkiezingen van 2004, waarbij Smet voor het eerst werd verkozen in het Brussels Hoofdstedelijk Parlement, werd hij tot in juli 2009 minister van Mobiliteit en Openbare Werken in de regering-Picqué III. In het College van de Vlaamse Gemeenschapscommissie werd hij minister van Cultuur en Patrimonium. 
Bij de gemeenteraadsverkiezingen van 2006 werd hij verkozen tot gemeenteraadslid van Brussel en was er van 2006 tot 2012 verhinderd schepen van Openbare Werken. In 2018 verliet hij de Brusselse gemeentepolitiek.

### Vlaams minister
Smet was in 2009 lijsttrekker voor de sp.a bij de Brusselse verkiezingen van 2009. Zijn partij werd niet mee opgenomen in de Vlaamse meerderheidscoalitie in het Brussels Hoofdstedelijk Gewest. Hij werd wel Vlaams minister van Jeugd, Onderwijs, Gelijke Kansen en Brusselse Zaken in de regering-Peeters II.
In september 2009 achtte Pascal Smet het als pas benoemd minister van Onderwijs en Gelijke Kansen én openlijk homoseksueel zijn morele plicht om peter te zijn van de specifiek op scholen gerichte Rode Kruis-campagne die mensen opriep om bloed te geven, ondanks het feit dat hij zelf vanwege zijn geaardheid geen bloed mocht geven.In april 2010 vroeg Pascal Smet aan de federale minister van Buitenlandse Zaken Steven Vanackere (CD&V) om de pauselijke nuntius in België te interpelleren. Aanleiding hiervoor waren de controversiële uitspraken van kardinaal Tarcisio Bertone tijdens een bisschoppenconferentie in Chili. Daar had Bertone onder meer verklaard dat verscheidene psychiaters hebben aangetoond dat er een verband bestaat tussen homoseksualiteit en pedofilie. Volgens Smet waren dergelijke uitspraken een belediging en bovendien in strijd met de Europese normen en waarden.
Als minister van Gelijke Kansen lanceerde Pascal Smet in december 2013 in samenwerking met de Belgische Voetbalbond en de Jupiler Pro League de campagne Holebi of hetero, maak er geen spel van!. Doel van de vooral op de sociale media gevoerde campagne was om homoseksualiteit in het voetbal bespreekbaar te maken door sensibilisering en genuanceerde beeldvorming. Het actieplan, dat ook voorzag in concrete initiatieven, kon o.m. rekenen op de morele steun van de (toen als enige bekende) uit de kast gekomen Amerikaanse voetballer Robbie Rogers.  

Onder impuls van Pascal Smet als bevoegd minister in de regering-Peeters II werd in maart 2014, in uitvoering van het VN-verdrag inzake de rechten van personen met een handicap, in het Vlaams onderwijs het M-decreet goedgekeurd door het Vlaams Parlement. Volgens Smet was dit decreet, dat voorzag in maatregelen voor leerlingen met specifieke onderwijsbehoeften (dyslexie, lichte mentale handicap) in het gewoon onderwijs, een eerste belangrijke stap naar inclusief onderwijs.  De Vlaamse Onderwijsraad (VLOR), de oppositiepartijen en de onderwijsvakbonden verweten hem echter het decreet (veel) te snel te willen invoeren zonder eerst in voldoende financiering en ondersteuning voor scholen en leerkrachten te voorzien.

### Terugkeer naar de Brusselse regering
In 2014 was Smet opnieuw lijsttrekker bij de gewestverkiezingen. Hij werd nadien minister van Mobiliteit en Openbare Werken in de regering-Vervoort II en minister van Cultuur, Jeugd, Sport en Stedelijk Beleid in het College van de Vlaamse Gemeenschapscommissie. Als Brussels minister van Mobiliteit werkte hij aan een duurzame stadsontwikkeling door de openbare ruimte anders in te delen, met minder ruimte voor auto's en meer plaats voor openbaar vervoer, fietsers en voetgangers.
Bij de gewestverkiezingen van 2019 werd hij, opnieuw als lijsttrekker voor zijn partij (onder de naam one.brussels-sp.a), herkozen met 4.562 voorkeurstemmen. Op 18 juli 2019 werd hij staatssecretaris in de regering-Vervoort III, bevoegd voor Stedenbouw, Europese en Internationale Betrekkingen, Buitenlandse Handel, Brandbestrijding en Dringende Medische Hulp. Ook werd hij collegelid voor Jeugd, Sport en Cultuur in de Vlaamse Gemeenschapscommissie.
In 2022 kwam Smet in opspraak vanwege de nauwe banden die zijn kabinet tijdens zijn periode als minister van Mobiliteit had met het taxibedrijf Uber en de mogelijke illegale en ongeoorloofde lobbypraktijken van het bedrijf om besluitvorming rond de taxisector te beïnvloeden. Er werd in het Brussels parlement een bijzondere commissie aangesteld om deze zaak te onderzoeken, maar die kwam in mei 2023 tot de conclusie dat er geen sprake was van ongepaste lobbypraktijken die wetgeving zouden hebben beïnvloed en dat Smet niets te verwijten viel.

### Ontslag als staatssecretaris
Op 18 juni 2023 nam Smet ontslag als staatssecretaris. Aanleiding was het bezoek van een Iraanse delegatie onder leiding van Alireza Zakani, de radicaal-islamitische burgemeester van Teheran, aan de Brussels Urban Summit-conferentie in Brussel. Zakani, die berucht is om zijn harde vervolging van homoseksuelen en niet-gesluierde vrouwen, kon beschikken over een visum dat, ondanks een eerder negatief advies van de FOD Buitenlandse Zaken, toch werd uitgereikt op uitdrukkelijk verzoek van het kabinet van Pascal Smet. Smet merkte daarbij op dat het verstrekken van visa niet zijn eindverantwoordelijkheid was, maar die van federaal minister van Buitenlandse Zaken Hadja Lahbib (MR) en dat hij nooit had geëist dat iedere genodigde van de conferentie een visum kreeg. Smets kabinet keurde daarbij goed dat Brussel de verblijfskosten van Zakani betaalde, net als die van de adjunct-burgemeester van Kazan, een stad in Rusland, die vanwege de Russische invasie van Oekraïne ook niet onomstreden was. Smet erkende dat dit niet had mogen gebeuren maar ontkende fouten te hebben gemaakt. Hij nam daarna zijn functie als lid in het Brussels parlement opnieuw op Ans Persoons volgde hem op als staatssecretaris.
Smet werd fractievoorzitter voor zijn partij in het Brussels Hoofdstedelijk Parlement en werd bij de Brusselse gewestverkiezingen van 9 juni 2024 herkozen.

## Ereteken
- 2019: Grootofficier in de Leopoldsorde[17]